# スヴェルケル2世 (スウェーデン王)
スヴェルケル2世（スヴェルケル2せい、スウェーデン語：Sverker II, 1167年以前 - 1210年7月17日）またはスヴェルケル若王（スヴェルケルわかおう、Sverker den yngre）は、1195/6年から、レナの戦いにおいてエリク10世に敗北する1208年までスウェーデン王であった。1210年、イェスティールレンの戦いにおいてエリク10世軍と戦い、敗死した。

## 生涯

### 即位まで
スヴェルケルはスウェーデン王カール7世とクリスティーナ・ヴィーゼの息子である。母クリスティーナはデンマーク王クヌーズ6世およびヴァルデマー2世の従姉妹にあたる。両親の結婚は1162年か1163年のころであった。
父カール7世が1167年に恐らく次のスウェーデン王クヌート1世の手の者によりヴィシングショ島で殺害されたとき、スヴェルケルはまだ幼く、デンマークに連れて行かれ、シェラン島の領主で母の出身であるヴィーゼ家で育てられた。スヴェルケルはまた、ヴィーゼ家の女性ベネディクタ・エッベスドッテルとの結婚を通じて、ヴィーゼ家に近いスコーネのガレン家と同盟を結んた。デンマーク王クヌーズ6世はスウェーデン王位を主張するスヴェルケルを支持し、スウェーデンの内政が不安定となるのを助長させた。この時デンマークとスウェーデンの関係が問題を抱えていたことは、クヌート1世とそのヤールであったビルイェル・ブローサがヴァルデマー1世とクヌーズ6世に対する反乱軍を支援しようとしたことからも見て取れる。
1195年または1196年にスウェーデン王クヌート1世が死去したとき、クヌート1世の息子たちはまだ若かったが幼くはなかった。そのうちの一人が王位継承者とされていたが、このときに王位継承候補からは外され、スヴェルケルは争うことなくスウェーデンの次期国王に選ばれた。ある時点でスヴェルケルはスウェーデンに戻っていたが、全くのデンマーク人と見なされていた。スヴェルケルの王位継承にあたり争いが起きなかったのはおそらく、スヴェルケルの最初の妻が亡くなった直後にヤールであったビルイェル・ブローサの娘インゲヤード・ビルイェルスドッテルとスヴェルケルが結婚したためである。スヴェルケルは手紙の中で、自身が生まれながらに王位継承権を持つことを強調した：「カール王の息子、スウェーデンの王、神の恵みにより世襲の権利に従い同王国の王位の保持者である」。

### 治世
スヴェルケルは、スウェーデン教会とウプサラ大司教ヴァレリウスの特権を確認し、増大させた。1200年に発行された特権を付与する文書は、スウェーデンで知られている最古の教会の特権である。『詩人一覧』はスヴェルケルの宮廷のスカルド詩人として、スマルリディ・スカルドとソルゲイル・ダーナスカルドの2人の名を挙げている。1202年にビルイェル・ブローサが亡くなり、その孫であるスヴェルケルの1歳の息子ヨハンが父スヴェルケルよりヤールの称号を与えられた。これはヨハンを王位継承者として立場を強固にする目的であったが、人々の冷笑を買った。
スヴェルケルの治世の間も、バルト海東側の住民との散発的な争いは続いた。ビルイェル・ブローサは、スヴェルケルが王となる前後にエストニア東部のヴィルマーに至るまでの海上遠征に着手した。後世の不確実な資料には、ノヴゴロド公国の軍が1198年にフィンランドを攻撃し、スウェーデン人が前哨基地を持っていたとみられるオーボを荒廃させたことが記されている。オーボはまだ入植地として存在しておらず、これは1191年のロシアによる攻撃のことであるともみられる。

### 内乱
1203年ごろ、スウェーデン王宮に住んでいたクヌート1世の4人の息子が王位を主張し始め、スヴェルケルはクヌート1世の息子らをノルウェーに追放した。この時以降、王としてのスヴェルケルの地位は不安定なものとなった。クヌート1世の息子たちはノルウェーのビルケバイン党の支援を受けて1205年に軍隊と共にスウェーデンに帰還した。しかしスヴェルケルは、ティヴェデンのエルヤロスの戦いでクヌート1世の息子たちの軍を攻撃して破り、息子のうち3人が死去した。唯一の生存者であったエリクは、1208年にノルウェーの支援を受けて帰国した。一般に伝わる伝承では、デンマークから12,000人の援軍が来たとしているが、これは誇張であるとみられる。この援軍は、スヴェルケルの亡き最初の妻の父であり、ルンド大司教アンドレアス・スネセンの兄弟であるエッベ・スネセンが指揮していた。スネセン兄弟の軍とは別に、ヴァルデマー2世はボヘミア兵を含む軍を提供した。レナの戦いにおいてスヴェルケルを大敗を喫した。エッベと弟のラースは、多くの兵とともにエリク側に殺された。スヴェルケルのヤールであったクヌートも殺されたとみられる。スウェーデン王となったエリク10世は、スヴェルケルをデンマークに追放した。

### 死
ローマ教皇インノケンティウス3世はスヴェルケルをスウェーデン王位に戻そうとしたが、失敗に終わった。スヴェルケルはデンマークの支援を受けてスウェーデンへ新たに遠征を行ったが、1210年7月にイェスティールレンの戦いで敗北し戦死した。古い資料には「フォルクング党が彼の命を奪った」と記されている。スヴェルケルを殺害したのは、フォルクング党のリーダーで義兄弟のフォルケ・ヤールであったが、フォルケもこの戦いで戦死した。戦いの場所については議論の的となっており、通常はヴェステルイェートランドのヴァルヴ教区であったと考えられているが、ウップランドのイェストレであるともいわれている。
不運であったにもかかわらず、スヴェルケル2世は『ヴェストゥイェータ法書』内の短い年代記の中で好意的に記されている：「16番目の［支配者］はスヴェルケル王で、賢明で善良な人物であった。王国はスヴェルケル王の時代からうまくいくようになった。しかしフォルクング党は彼の命を奪った。彼の義兄弟がイェスティールレンにおいて彼を殺害した。彼はアルヴァストラで休息を得て、彼については常に最も優れている点が語られる」。

## 結婚と子女
スヴェルケル2世はデンマークに滞在中の1190年以前に、デンマーク出身のヴィーゼ家のベネディクタ・エッベスドッテル（1165/70年頃 - 1200年）と結婚し、以下の子女をもうけた。
- ヘレナ（1190年頃 - 1247年） - ビェルボ家のスーネ・フォルケソンと結婚。娘カタリーナ・スネスドッテルはエリク11世と結婚したが子供は生まれなかった。娘ベネディクタはスヴァンテポルク・クヌートソンと結婚し数人の娘をもうけた。
- カール（1198年没） - ノルウェーの文献によるとノルウェー王スヴェレ・シグルツソンの娘インゲボーと結婚したという[16]
- マルガレータ - リューゲン公ヴィスラフ1世と結婚
- クリスティーナ - メクレンブルク領主ハインリヒ・ボルヴィン2世と結婚

子女に関しては不確かな同時代の記録に基づいているが、マルガレータとクリスティーナはベネディクタの親類であった可能性もある。
1200年にヤールであったビルイェル・ブローサの娘インゲヤード・ビルイェルスドッテルと結婚し、1男をもうけた。
- ヨハン1世（1201年 - 1222年） - スウェーデン王[18]

ただし、実際にはインゲヤード・ビルイェルスドッテルがスヴェルケル2世の最初の妻で、ベネディクタ・エッベスドッテルが2番目の妻であった可能性があるという。